# Tillandsia australis
Tillandsia australis là một loài thuộc chi Tillandsia. Đây là loài bản địa của Bolivia.

## Hình ảnh

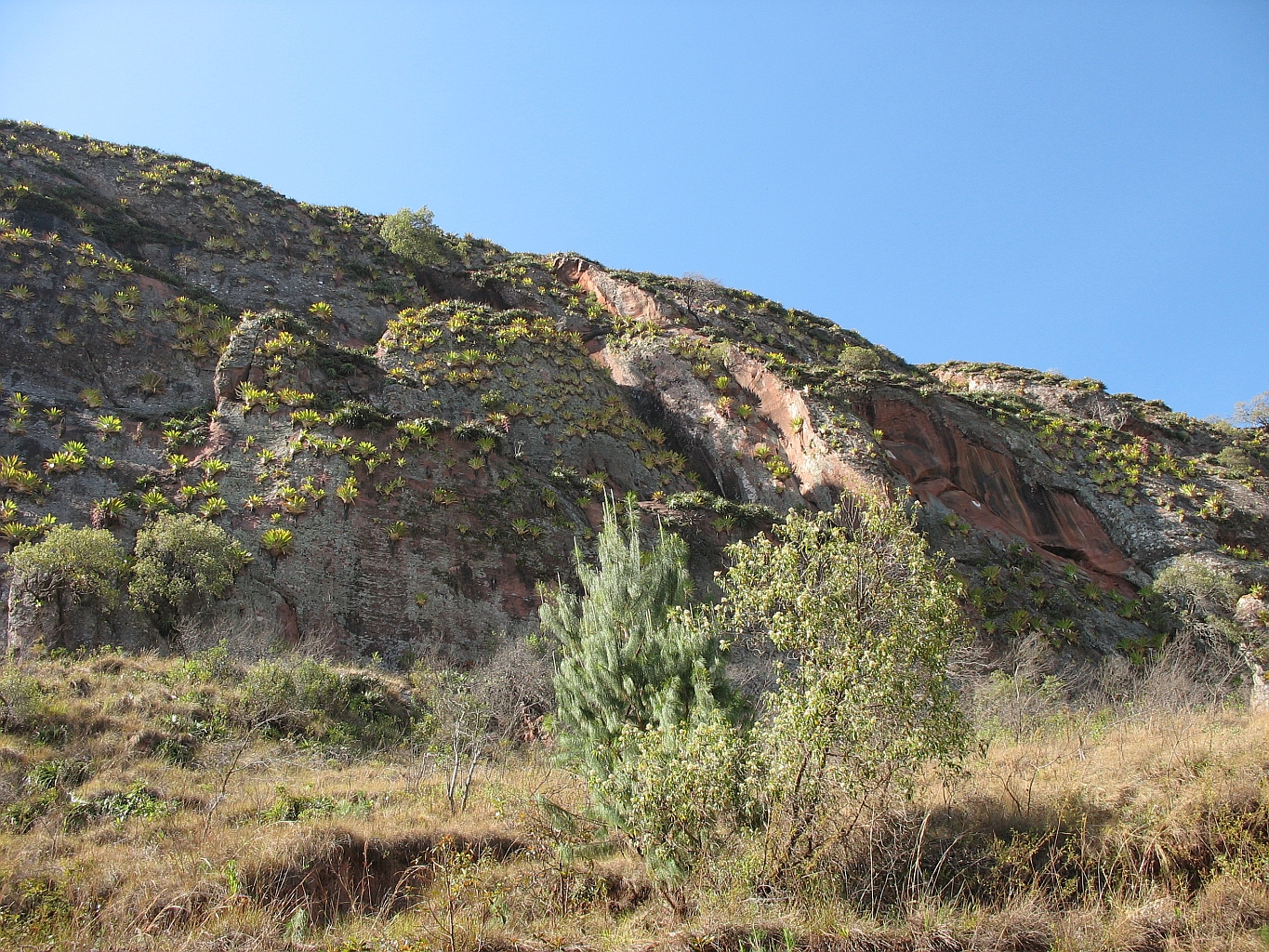
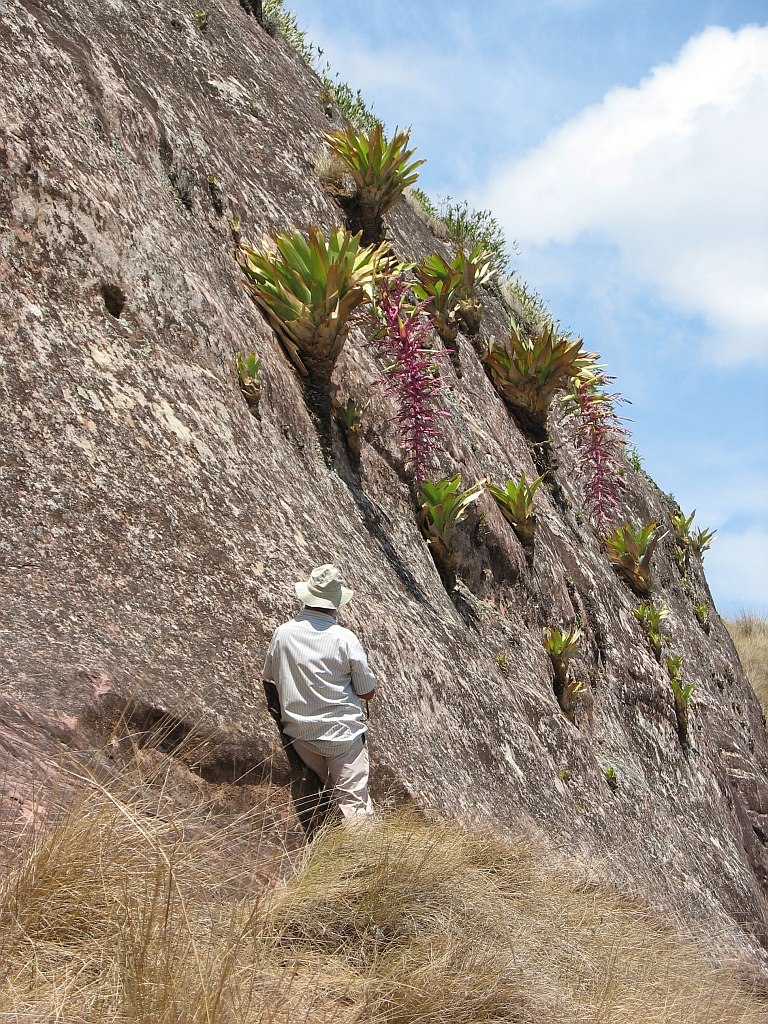
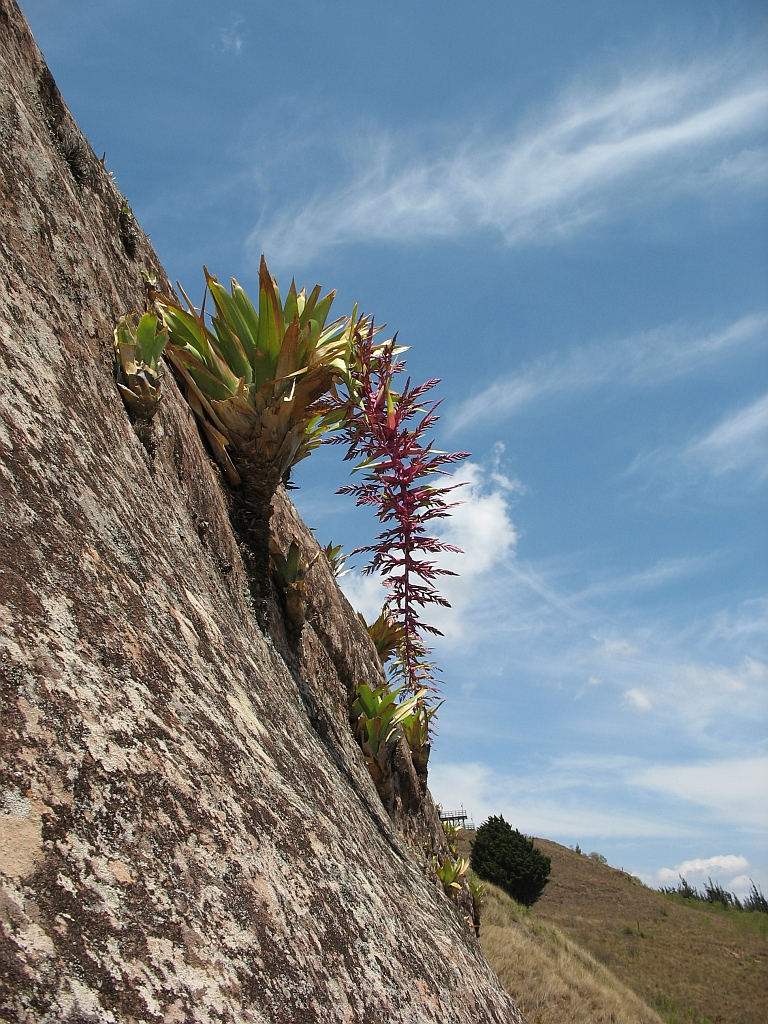

## Giống
- xVrieslandsia 'Arden's Fireworks'
- xVrieslandsia 'Twin Brother'